# Scrophularia pinardii
Scrophularia pinardii är en flenörtsväxtart som beskrevs av Pierre Edmond Boissier. Scrophularia pinardii ingår i släktet flenörter, och familjen flenörtsväxter. Inga underarter finns listade i Catalogue of Life.